# MDK Motorsports
Le MDK Motorsports est une écurie de sport automobile américaine fondée en 2021 par Mark Kvamme et Megan Kvamme. Elle opère dans l'ancien siège du Meyer Shank Racing et fait participer des voitures de Grand tourisme dans des championnats tels que le WeatherTech SportsCar Championship, l'Intercontinental GT Challenge, le GT World Challenge America, la Porsche Carrera Cup Amérique du Nord (en), et le Challenge Sprint Porsche Amérique du Nord (en).

## Histoire

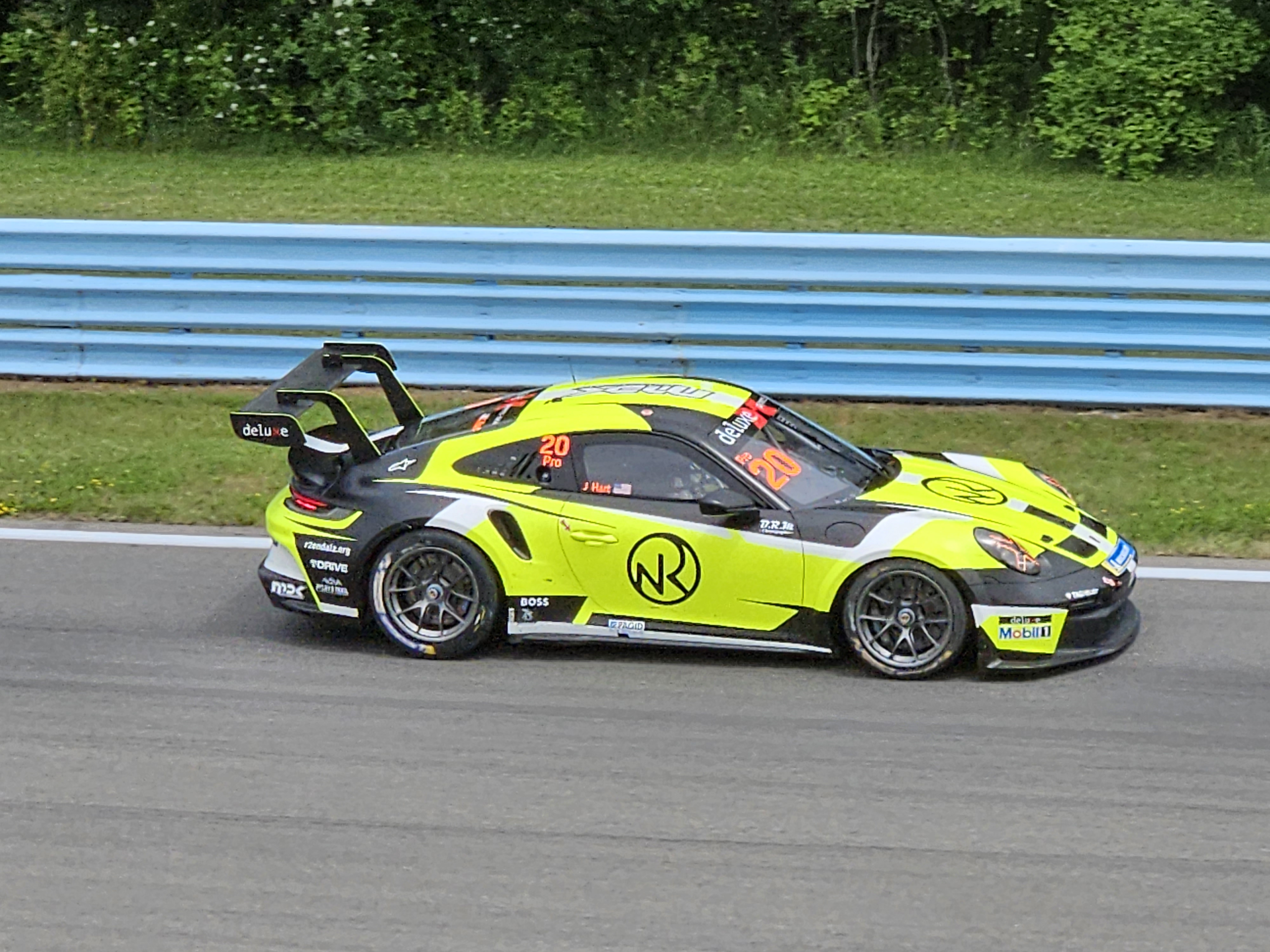
Jason Hart au volant d'une Porsche du MDK Motorsports

Après avoir concouru pour différentes écuries et dans différents championnats américains, Mark Kvamme et sa femme Megan Kvamme fondent l'écurie MDK Motorsports en 2021. Pour cela, ils font l'acquisition de  l'ancien siège de l'écurie  Meyer Shank Racing à Columbus, en Ohio.
En 2022, pour sa première saison sportive, le MDK Motorsports participe aux championnats Porsche Carrera Cup Amérique du Nord (en) et Challenge Sprint Porsche Amérique du Nord (en). Un partenariat avec l'écurie anglaise JMW Motorsport permet à MDK Motorsports d'être présente aux 24 Heures du Mans. La saison est également agrémentée d'un engagement dans le championnat Intercontinental GT Challenge, avec une participation à la manche des 12 Heures d'Abou Dabi, en y attirant Kevin Magnussen et Jan Magnussen au volant de la Ferrari 488 GT3 de l'écurie.
En 2023, pour la première fois de son histoire, le MDK Motorsports s'engage dans le championnat WeatherTech SportsCar Championship. Lors de la dernière manche de l'Intercontinental GT Challenge, l'écurie avait convaincu Kevin Magnussen et Jan Magnussen de continuer l'aventure et de participer aux 24 Heures de Daytona. Finalement, à la suite d'une opération à la main, Kevin Magnussen doit déclarer forfait et l'équipe, pour la grande classique, est composée de Trenton Estep (en), Mark Kvamme, Jan Magnussen et Jason Hart. Pour se donner plus de latitude concernant le temps de conduite de chacun, la voiture est inscrite dans la catégorie GTD Pro. Contrairement à ce qui avait été annoncé précédemment, le MDK Motorsports ne poursuit pas son engagement dans le championnat et ne peut être présent à partir de la manche des 12 Heures de Sebring. Comme l'année passée, le MDK Motorsports participe aux championnats Porsche Carrera Cup Amérique du Nord (en) et Challenge Sprint Porsche Amérique du Nord (en). Un partenariat avec l'écurie polonaise Inter Europol Competition permet de nouveau à MDK Motorsports d'être présent aux 24 Heures du Mans,.
En 2024, le MDK Motorsports s'associe avec l'écurie danoise High Class Racing afin de faire concourir une Oreca 07 dans le WeatherTech SportsCar Championship en plus des Porsche 911 GT3 R déjà confirmées. Cependant, quelques semaines avant les 24 Heures de Daytona, MDK Motorsports annonce le forfait d'une de ses Porsche 911 GT3 R.

## Pilotes
- Dennis Andersen (2024)
- Klaus Bachler (2024)
- Chris Bellomo (2023)
- Nick Boulle (2023)
- Matteo Cairoli (2023)
- Trenton Estep (en) (2022-2023)
- Anders Fjordbach (2024)
- Matthew Graham (2022)
- Jason Hart (2022-2023)
- Laurents Hörr (2024)
- Scott Huffaker (en)
- Jeff Kingsley (2022)
- Mark Kvamme (2022-2023)
- Kerong Li (2024)
- Jimmy Llibre (2023)
- Seth Lucas (en) (2023-2024)
- Jan Magnussen (2022-2023)
- Kevin Magnussen (2022)
- Scott Noble (2023)
- Stefan Rzadzinski (2023)
- Larry ten Voorde (en) (2024)
- Don Yount (2023)
- Renger van der Zande (2023)